# Wundersleben
Wundersleben település Németországban, azon belül Türingiában. Lakosainak száma 630 fő (2023. december 31.). Wundersleben Sömmerda és Werningshausen községekkel határos.

## Népesség
A település népességének változása:
| Lakosok száma | 695  | 676  | 649  | 642  | 630  |
|               | 2017 | 2019 | 2021 | 2022 | 2023 |